# Calendrier de la saison de cyclo-cross masculine 2021-2022
 (septembre 2021).
Si vous disposez d'ouvrages ou d'articles de référence ou si vous connaissez des sites web de qualité traitant du thème abordé ici, merci de compléter l'article en donnant les références utiles à sa vérifiabilité et en les liant à la section « Notes et références ».
Navigation
2020-2021 2022-2023
Le calendrier de la saison de cyclo-cross masculine 2021-2022 regroupe des courses de cyclo-cross débutant le 11 septembre 2021 et finissant le 20 février 2022. Les épreuves individuelles sont classées en cinq catégories. La plus haute catégorie regroupe les épreuves de la coupe du monde (CDM), qui donne lieu à un classement. Derrière elles, on retrouve les courses de catégorie C1 et C2, qui attribuent des points pour le classement mondial, ensuite les courses réservées aux moins de 23 ans, appelés également espoirs (catégorie CU) et enfin les courses pour les juniors (catégorie CJ). On retrouve également les championnats nationaux (CN) qui sont organisés dans une trentaine de pays.

## Calendrier

### Septembre
| Date | Course                                                          | Classe | Vainqueur              | Équipe                               |
| ---- | --------------------------------------------------------------- | ------ | ---------------------- | ------------------------------------ |
| 11   | Ethias Cross - Rapencross, Lokeren                              | C2     | Eli Iserbyt            | Pauwels Sauzen-Bingoal               |
| 11   | 4 Bikes Festival, Lützelbach                                    | C2     | Marcel Meisen          | Alpecin-Fenix                        |
| 18   | Ethias Cross - be-Mine Cross, Beringen                          | C2     | Eli Iserbyt            | Pauwels Sauzen-Bingoal               |
| 18   | GO Cross presented by Deschutes Brewery #1, Roanoke             | C2     | Curtis White           | Cannondale-Cyclocrossworld           |
| 18   | Le Grand CX, Jablines                                           | C2     | Joshua Dubau           | Team Peltrax CSD                     |
| 19   | GO Cross presented by Deschutes Brewery #2, Roanoke             | C2     | Curtis White           | Cannondale-Cyclocrossworld           |
| 19   | Gran Premi Les Franqueses, Les Franqueses del Vallès            | C2     | Kevin Suárez Fernández | Nesta-MMR                            |
| 19   | National Trophy Series #1, Derby                                | C2     | Lewis Askey            | Continental Groupama-FDJ.            |
| 25   | USCX Cyclocross Series #1 Rochester Cyclocross Day 1, Rochester | C1     | Vincent Baestaens      | Deschacht-Group Hens-Containers Maes |
| 25   | Ethias Cross - Versluys Cyclocross, Bredene                     | C2     | Eli Iserbyt            | Pauwels Sauzen-Bingoal               |
| 26   | Cyclo-cross international de Boulzicourt Ardennes, Boulzicourt  | C2     | Joshua Dubau           | Team Peltrax CSD                     |
| 26   | Radcross Illnau, Illnau                                         | C2     | Kevin Kuhn             | Tormans Cyclo Cross Team             |
| 26   | USCX Cyclocross Series #2 Rochester Cyclocross Day 2, Rochester | C2     | Vincent Baestaens      | Deschacht-Group Hens-Containers Maes |
| 28   | Toi Toi Cup #1, Mladá Boleslav                                  | C2     | Michael Boroš          | ČEZ Cyklo Team Tábor                 |

### Octobre
| Date | Course                                                      | Classe | Vainqueur               | Équipe                               |
| ---- | ----------------------------------------------------------- | ------ | ----------------------- | ------------------------------------ |
| 2    | USCX Cyclocross Series #3 Charm City Cross Day 1, Baltimore | C1     | Vincent Baestaens       | Deschacht-Group Hens-Containers Maes |
| 2    | Coupe de France #1, Pierric                                 | C2     | Loris Rouiller          | Alpecin-Fenix Development Team       |
| 2    | Ethias Cross - Berencross, Meulebeke                        | C2     | Michael Vanthourenhout  | Pauwels Sauzen-Bingoal               |
| 2    | Føyka KROSS #1, Asker                                       | C2     | Len Dejonghe            | Deschacht-Group Hens-Containers Maes |
| 2    | Toi Toi Cup #2, Hlinsko                                     | C2     | Marek Konwa             | UKS Krupiński Suszec                 |
| 3    | Superprestige #1, Gieten                                    | C1     | Toon Aerts              | Baloise Trek Lions                   |
| 3    | Coupe de France #2, Pierric                                 | C2     | Joshua Dubau            | Team Peltrax CSD                     |
| 3    | Føyka KROSS #2, Asker                                       | C2     | Len Dejonghe            | Deschacht-Group Hens-Containers Maes |
| 3    | Gran Premio Internazionale CX Città di Jesolo, Jesolo       | C2     | Nadir Colledani         | MMR Factory Racing                   |
| 3    | USCX Cyclocross Series #4 Charm City Cross Day 2, Baltimore | C2     | Vincent Baestaens       | Deschacht-Group Hens-Containers Maes |
| 3    | Grand Prix Raková, Raková                                   | C2     | annulé                  | annulé                               |
| 8    | Trek Cup, Waterloo                                          | C2     | Daan Soete              | Deschacht-Group Hens-Containers Maes |
| 9    | Coupe d'Espagne #1, Pontevedra                              | C1     | Kevin Suárez Fernández  | Nesta-MMR                            |
| 9    | Brumath Cross Days, Brumath                                 | C2     | Loris Rouiller          | Alpecin-Fenix Development Team       |
| 9    | CX Täby Park, Täby                                          | C2     | Timon Rüegg             | Cross Team Legendre                  |
| 9    | Coupe de Slovaquie #1, Grand Prix Dohňany, Dohňany          | C2     | Witse Meeussen          | Pauwels Sauzen-Bingoal               |
| 9    | Toi Toi Cup #3, Slaný                                       | C2     | Michael Boroš           | ČEZ Cyklo Team Tábor                 |
| 10   | Coupe du monde de cyclo-cross #1, Waterloo                  | CDM    | Eli Iserbyt             | Pauwels Sauzen-Bingoal               |
| 10   | Ciclocross Internacional Xaxancx, Marín                     | C2     | Felipe Orts             | Burgos-BH                            |
| 10   | Coupe de Slovaquie #2, Grand Prix Podbrezová, Podbrezová    | C2     | Lander Loockx           | Deschacht-Group Hens-Containers Maes |
| 10   | National Trophy Series #2, Milnthorpe                       | C2     | Joe Blackmore           | Rotor Race Team                      |
| 10   | Stockholm cyclocross, Stockholm                             | C2     | Timon Rüegg             | Cross Team Legendre                  |
| 10   | Trofeu de Ciclocross Sueca, Sueca                           | C2     | annulé                  | annulé                               |
| 13   | Coupe du monde de cyclo-cross #2, Fayetteville              | CDM    | Quinten Hermans         | Tormans Cyclo Cross Team             |
| 15   | USCX Cyclocross Series #5 Jingle Cross Day 1, Iowa City     | C1     | Vincent Baestaens       | Deschacht-Group Hens-Containers Maes |
| 16   | Toi Toi Cup #4, Rýmařov                                     | C2     | Michael Boroš           | ČEZ Cyklo Team Tábor                 |
| 16   | USCX Cyclocross Series #6 Jingle Cross Day 2, Iowa City     | C2     | Niels Vandeputte        | Alpecin-Fenix Development Team       |
| 17   | Coupe du monde de cyclo-cross #3, Iowa City                 | CDM    | Eli Iserbyt             | Pauwels Sauzen-Bingoal               |
| 17   | Internationale GP Destil Oisterwijk, Oisterwijk             | C2     | Tom Meeusen             | Deschacht-Group Hens-Containers Maes |
| 17   | Verge Cross Clonmel, Clonmel                                | C2     | Daniel Barnes           | Team Spectra Wiggle p/b Vitus        |
| 21   | Kermiscross, Ardooie                                        | C2     | Laurens Sweeck          | Pauwels Sauzen-Bingoal               |
| 23   | Superprestige #2, Ruddervoorde                              | C1     | Eli Iserbyt             | Pauwels Sauzen-Bingoal               |
| 23   | USCX Cyclocross Series #7 Kings CX Day 1, Mason             | C1     | Eric Brunner            | Blue Competition Cycles              |
| 23   | Coupe de France #3, Quelneuc                                | C2     | Joshua Dubau            | Team Peltrax CSD                     |
| 24   | Coupe du monde de cyclo-cross #4, Zonhoven                  | CDM    | Toon Aerts              | Baloise Trek Lions                   |
| 24   | Coupe de France #4, Quelneuc                                | C2     | Joshua Dubau            | Team Peltrax CSD                     |
| 24   | National Trophy Series #2, Falkirk                          | C2     | Corran Carrick-Anderson | T-MO Racing                          |
| 24   | USCX Cyclocross Series #8 Kings CX Day 2, Mason             | C2     | Kerry Werner            | Kona Maxxis Shimano                  |
| 26   | Kiremko Nacht van Woerden, Woerden                          | C2     | annulé                  | annulé                               |
| 30   | Zilvermeercross, Mol                                        | C1     | annulé                  | annulé                               |
| 30   | Grand-prix de la Commune de Contern, Contern                | C2     | Felipe Orts             | Burgos-BH                            |
| 30   | Major Taylor Cross Cup Day 1, Indianapolis                  | C2     | Gosse van der Meer      | Bombtrack Bicycles                   |
| 31   | Coupe du monde de cyclo-cross #5, Overijse                  | CDM    | Eli Iserbyt             | Pauwels Sauzen-Bingoal               |
| 31   | International Cyclocross Increa Brugherio, Brugherio        | C2     | Davide Toneatti         | DP66 Giant                           |
| 31   | Major Taylor Cross Cup Day 2, Indianapolis                  | C2     | Scott Funston           | Blue Competition Cycles              |
| 31   | Munich Super Cross, Munich                                  | C2     | Marek Konwa             | UKS Krupiński Suszec                 |
| 31   | Grote Prijs van Brabant, Rosmalen                           | C2     | annulé                  | annulé                               |

### Novembre
| Date | Course                                                                               | Classe | Vainqueur           | Équipe                               |
| ---- | ------------------------------------------------------------------------------------ | ------ | ------------------- | ------------------------------------ |
| 1    | Gran Premio Mamma & Papà Guerciotti AM, Crémone                                      | C2     | Jakob Dorigoni      | Selle Italia Guerciotti Elite        |
| 1    | Cyclo-cross International de Dijon, Dijon                                            | C2     | Valentin Guillaud   | Laval Cyclisme 53                    |
| 1    | X²O Badkamers Trofee #1, Audenarde                                                   | C1     | Eli Iserbyt         | Pauwels Sauzen-Bingoal               |
| 6    | Coupe d'Espagne #2, Laudio                                                           | C1     | Lander Loockx       | Deschacht-Group Hens-Containers Maes |
| 6    | New England Cyclocross Series #1 - The Northampton International Day 1, Northampton  | C2     | Curtis White        | Cannondale-Cyclocrossworld           |
| 7    | New England Cyclocross Series #2 - The Northampton International Day 2, Northampton  | C2     | Curtis White        | Cannondale-Cyclocrossworld           |
| 7    | Championnats d'Europe de cyclo-cross, Col du Vam                                     | CC     | Lars van der Haar   | Baloise Trek Lions                   |
| 7    | Coupe d'Espagne #3, Karrantza                                                        | C2     | David van der Poel  | Alpecin-Fenix                        |
| 7    | II. Debrecen Cross, Debrecen                                                         | C2     | annulé              | annulé                               |
| 11   | Cyclo-cross International de la Solidarité, Lutterbach                               | C2     | Joshua Dubau        | Team Peltrax CSD                     |
| 11   | Superprestige #3, Niel                                                               | C1     | Eli Iserbyt         | Pauwels Sauzen-Bingoal               |
| 13   | Coupe de Slovaquie #3, Grand Prix Topoľčianky 1, Topoľčianky                         | C2     | Seppe Rombouts      | Lviv Cycling Team                    |
| 13   | Lunca Timișului CX, Timişoara                                                        | C1     | Tino Ourliac        | Team Fima-Cyrpeo Alian               |
| 13   | Ethias Cross - Stellacross, Louvain                                                  | C2     | Laurens Sweeck      | Pauwels Sauzen-Bingoal               |
| 13   | Coupe de France #5, Bagnoles-de-l'Orne                                               | C2     | Timon Rüegg         | Cross Team Legendre                  |
| 13   | New England Cyclocross Series #3 - Really Rad Festival of Cyclocross Day 1, Falmouth | C2     | Eric Brunner        | Blue Competition Cycles              |
| 14   | Coupe de Slovaquie #4, Grand Prix Topoľčianky 2, Topoľčianky                         | C2     | Victor Van de Putte |                                      |
| 14   | New England Cyclocross Series #4 - Really Rad Festival of Cyclocross Day 2, Falmouth | C2     | Eric Brunner        | Blue Competition Cycles              |
| 14   | Coupe de France #6, Bagnoles-de-l'Orne                                               | C2     | Joshua Dubau        | Team Peltrax CSD                     |
| 14   | Rapha Supercross Nobeyama, Nobeyama                                                  | C2     | Hijiri Oda          | Yowamushi Pedal                      |
| 14   | Coupe du monde de cyclo-cross #6, Tábor                                              | CDM    | Lars van der Haar   | Baloise Trek Lions                   |
| 17   | Toi Toi Cup #5, Veselí nad Lužnicí                                                   | C2     | Michael Boroš       | ČEZ Cyklo Team Tábor                 |
| 20   | Coupe de Slovaquie #5, Grand Prix X-Bionic Samorin 1, Šamorín                        | C2     | Matěj Stránský      | Brilon Racing Team MB                |
| 20   | Superprestige #4, Merksplas                                                          | C1     | Eli Iserbyt         | Pauwels Sauzen-Bingoal               |
| 20   | North Carolina Grand Prix Day 1, Hendersonville                                      | C2     | Gage Hecht          | Aevolo                               |
| 21   | National Trophy Series #4, Sunderland                                                | C2     | Rory McGuire        | Leslie Bike Shop‐Bikers Boutique     |
| 21   | Bryksy Cross Gościęcin, Gościęcin                                                    | C2     | Marek Konwa         | UKS Krupiński Suszec                 |
| 21   | Kansai Cyclo Cross Biwako Grand Prix, Kusatsu                                        | C2     | Hijiri Oda          | Yowamushi Pedal                      |
| 21   | Cyclo-cross de La Grandville, La Grandville                                          | C2     | Thijs Aerts         | Baloise Trek Lions                   |
| 21   | Coupe du monde de cyclo-cross #7, Coxyde                                             | CDM    | Eli Iserbyt         | Pauwels Sauzen-Bingoal               |
| 21   | Coupe de Slovaquie #6, Grand Prix X-Bionic Samorin 2, Šamorín                        | C2     | Matěj Stránský      | Brilon Racing Team MB                |
| 21   | Radquer Hittnau, Hittnau                                                             | C2     | Loris Rouiller      | Alpecin-Fenix Development Team       |
| 21   | Coupe d'Espagne #4, Alcobendas                                                       | C2     | Ismael Esteban      | Logos Energia-BH-Arrueda             |
| 21   | North Carolina Grand Prix Day 2, Hendersonville                                      | C2     | Kerry Werner        | Kona Maxxis Shimano                  |
| 27   | X²O Badkamers Trofee #2, Courtrai                                                    | C2     | Toon Aerts          | Baloise Trek Lions                   |
| 28   | Coupe de Slovaquie #7, Grand Prix Ziar nad Hronom, Žiar nad Hronom                   | C2     | annulé              | annulé                               |
| 28   | Coupe du monde de cyclo-cross #8, Besançon                                           | CDM    | Eli Iserbyt         | Pauwels Sauzen-Bingoal               |
| 28   | VII Abadiñoko Udala Saria, Abadiño                                                   | C2     | Gorka Izagirre      | Astana-Premier Tech                  |

### Décembre
| Date | Course                                                            | Classe | Vainqueur              | Équipe                         |
| ---- | ----------------------------------------------------------------- | ------ | ---------------------- | ------------------------------ |
| 4    | Superprestige #5, Boom                                            | C2     | Wout van Aert          | Jumbo-Visma                    |
| 4    | Championnats panaméricains de cyclo-cross, Garland                | CC     | Eric Brunner           | Blue Competition Cycles        |
| 5    | Coupe du monde de cyclo-cross #9, Anvers                          | CDM    | annulé                 | annulé                         |
| 5    | XI Trofeo Villa de Gijon, Gijón                                   | C2     | Luke Verburg           | 2Moso Cycling Team             |
| 5    | Internazionale CX San Colombano, San Colombano Certénoli          | C2     | Davide Toneatti        | DP66 Giant                     |
| 6    | Trofeo Internacional Las Mestas, Gijón                            | C2     | Luke Verburg           | 2Moso Cycling Team             |
| 8    | Ciclocross del Ponte, Trévise                                     | C2     | Marcel Meisen          | Alpecin-Fenix                  |
| 8    | Elorrioko Basqueland Ziklokrosa, Elorrio                          | C1     | Felipe Orts            | Burgos-BH                      |
| 11   | Ciclo-cross Ciudad de Xàtiva, Xàtiva                              | C2     | Felipe Orts            | Burgos-BH                      |
| 11   | Coupe de France de cyclo-cross #7, Troyes                         | C2     | Loris Rouiller         | Alpecin-Fenix Development Team |
| 11   | Ethias Cross - Robotland Cyclocross, Essen                        | C2     | Wout van Aert          | Jumbo-Visma                    |
| 11   | Toi Toi Cup #6, Jičín                                             | C2     | Michael Boroš          | ČEZ Cyklo Team Tábor           |
| 11   | Clanfield CX, Clanfield                                           | C2     | Cameron Mason          | Trinity Racing                 |
| 12   | Coupe du monde de cyclo-cross #10, Val di Sole                    | CDM    | Wout van Aert          | Jumbo-Visma                    |
| 12   | National Trophy Series #5, Gravesend                              | C2     | Cameron Mason          | Trinity Racing                 |
| 12   | Coupe de France de cyclo-cross #8, Troyes                         | C2     | Joshua Dubau           | Team Peltrax CSD               |
| 12   | Ciclocross Internacional Ciudad de València, Valence              | C2     | Felipe Orts            | Burgos-BH                      |
| 12   | Ziklo Kross Igorre, Igorre                                        | C2     | annulé                 | annulé                         |
| 18   | Coupe du monde de cyclo-cross #11, Rucphen                        | CDM    | Tom Pidcock            | Ineos Grenadiers               |
| 18   | Utsunomiya Cyclo Cross Day 1, Utsunomiya                          | C2     | annulé                 | annulé                         |
| 19   | Coupe du monde de cyclo-cross #12, Namur                          | CDM    | Michael Vanthourenhout | Pauwels Sauzen-Bingoal         |
| 19   | Coupe d'Espagne #5, Tarancón                                      | C2     | Miguel Rodríguez Novoa | G.D. Supermercados Froiz       |
| 19   | Utsunomiya Cyclo Cross Day 2, Utsunomiya                          | C2     | annulé                 | annulé                         |
| 19   | Int. Sparkassen Querfeldein GP Pferdezentrum Austria, Stadl-Paura | C2     | Marek Konwa            | UKS Krupiński Suszec           |
| 26   | Coupe du monde de cyclo-cross #13, Termonde                       | CDM    | Wout van Aert          | Jumbo-Visma                    |
| 26   | Cross-Race GP Luzern, Lucerne                                     | C2     | annulé                 | annulé                         |
| 27   | Superprestige #6, Heusden-Zolder                                  | C1     | Wout van Aert          | Jumbo-Visma                    |
| 29   | Superprestige #7, Diegem                                          | C1     | annulé                 | annulé                         |
| 30   | X²O Badkamers Trofee #3, Loenhout                                 | C1     | Wout van Aert          | Jumbo-Visma                    |

### Janvier
| Date | Course                                             | Classe | Vainqueur      | Équipe                   |
| ---- | -------------------------------------------------- | ------ | -------------- | ------------------------ |
| 1    | X²O Badkamers Trofee #4, Baal                      | C1     | Wout van Aert  | Jumbo-Visma              |
| 1    | Grand Prix Garage Collé, Pétange                   | C2     | Marcel Meisen  | Alpecin-Fenix            |
| 2    | Coupe du monde de cyclo-cross #14, Hulst           | CDM    | Tom Pidcock    | Ineos Grenadiers         |
| 2    | Cyclocross Meilen, Meilen                          | C2     | Timon Rüegg    | Cross Team Legendre      |
| 4    | Hexia cyclocross Gullegem, Wevelgem                | C2     | Tom Pidcock    | Ineos Grenadiers         |
| 5    | X²O Badkamers Trofee #5, Herentals                 | C2     | Wout van Aert  | Jumbo-Visma              |
| 9    | Bear Crossing Grand Prix, Langford                 | C2     | annulé         | annulé                   |
| 10   | Nationale Cyclo-Cross Otegem, Otegem               | C2     | annulé         | annulé                   |
| 15   | Kasteelcross, Zonnebeke                            | C2     | annulé         | annulé                   |
| 15   | Hondsrug Cyclo Cross Gasselte, Gasselte            | C2     | annulé         | annulé                   |
| 16   | Coupe du monde de cyclo-cross #15, Flamanville     | CDM    | Eli Iserbyt    | Pauwels Sauzen-Bingoal   |
| 16   | National Trophy Series #6, Skipton                 | C2     | Thomas Mein    | Tormans Cyclo Cross Team |
| 16   | Grand Prix Möbel Alvisse, Leudelange               | C2     | annulé         | annulé                   |
| 22   | X²O Badkamers Trofee #6, Hamme                     | C1     | Laurens Sweeck | Pauwels Sauzen-Bingoal   |
| 23   | Coupe du monde de cyclo-cross #16, Hoogerheide     | CDM    | Eli Iserbyt    | Pauwels Sauzen-Bingoal   |
| 30   | Championnats du monde de cyclo-cross, Fayetteville | CM     | Tom Pidcock    | Ineos Grenadiers         |

### Février
| Date | Course                                      | Classe | Vainqueur              | Équipe                 |
| ---- | ------------------------------------------- | ------ | ---------------------- | ---------------------- |
| 5    | Ethias Cross - Parkcross, Maldeghem         | C2     | Laurens Sweeck         | Pauwels Sauzen-Bingoal |
| 5    | Ethias Cross - Polderscross, Kruibeke       | C2     | annulé                 | annulé                 |
| 6    | X²O Badkamers Trofee #7, Lille              | C1     | Toon Aerts             | Baloise Trek Lions     |
| 12   | Superprestige #8, Gavre                     | C1     | Lars van der Haar      | Baloise Trek Lions     |
| 13   | X²O Badkamers Trofee #8, Bruxelles          | C1     | Michael Vanthourenhout | Pauwels Sauzen-Bingoal |
| 19   | Ethias Cross - Waaslandcross, Saint-Nicolas | C2     | Michael Vanthourenhout | Pauwels Sauzen-Bingoal |
| 20   | Internationale Sluitingsprijs, Oostmalle    | C1     | Laurens Sweeck         | Pauwels Sauzen-Bingoal |

## Championnats nationaux (CN)
| Nation             | Date                                         | Élites                                       | Moins de 23 ans                              | Juniors                                      |
| ------------------ | -------------------------------------------- | -------------------------------------------- | -------------------------------------------- | -------------------------------------------- |
| Allemagne          | 9 janvier 2022                               | Marcel Meisen                                | Pascal Tömke                                 | Silas Kuschla                                |
| Australie          | Annulés en raison de la pandémie de Covid-19 | Annulés en raison de la pandémie de Covid-19 | Annulés en raison de la pandémie de Covid-19 | Annulés en raison de la pandémie de Covid-19 |
| Autriche           | 9 janvier 2022                               | Daniel Federspiel                            | N/A                                          | Moritz Doppelbauer                           |
| Belgique           | 9 janvier 2022                               | Wout van Aert                                | Emiel Verstrynge                             | Yordi Corsus                                 |
| Canada             | Annulés en raison de la pandémie de Covid-19 | Annulés en raison de la pandémie de Covid-19 | Annulés en raison de la pandémie de Covid-19 | Annulés en raison de la pandémie de Covid-19 |
| Chili              | 16 octobre 2021                              | Ignacio Gallo                                | Lucas Grosserman                             | Juan Moya                                    |
| Croatie            | 9 janvier 2022                               | Viktor Potočki                               | N/A                                          | Ivan Okmažić                                 |
| Danemark           | 9 janvier 2022                               | Simon Andreassen                             | Oliver Vedersø Sølvhøj                       | Daniel Weis Nielsen                          |
| Espagne            | 9 janvier 2022                               | Felipe Orts                                  | Javier Zaera Gisbert                         | Ricardo Buba Sopko                           |
| Estonie            | 23 octobre 2021                              | Rait Ärm                                     | N/A                                          | Frank Aron Ragilo                            |
| États-Unis         | 12 décembre 2021                             | Eric Brunner                                 | Scott Funston                                | Magnus White                                 |
| Finlande           | 30 octobre 2021                              | Antti-Jussi Juntunen                         | N/A                                          | Tomas-Casimir Niemi                          |
| France             | 9 janvier 2022                               | Joshua Dubau                                 | Romain Grégoire                              | Louka Lesueur                                |
| Grande-Bretagne    | 9 janvier 2022                               | Thomas Mein                                  | Cameron Mason                                | Joseph Smith                                 |
| Grèce              | 6 février 2022                               | Dimítrios Antoniádis                         | N/A                                          | Iasonas Mantas                               |
| Hongrie            | 9 janvier 2022                               | Zsolt Búr                                    | N/A                                          | Márk Takács-Valent                           |
| Irlande            | 9 janvier 2022                               | Christopher McGlinchey                       | N/A                                          | Liam O'Brien                                 |
| Islande            | 30 octobre 2021                              | Ingvar Ómarsson                              | Eyþór Eiríksson                              | Tómas Björgvinsson Rist                      |
| Italie             | 9 janvier 2022                               | Jakob Dorigoni                               | Davide Toneatti                              | Samuele Scappini                             |
| Japon              | 12 décembre 2021                             | Hikaru Kosaka                                | Koutarou Murakami                            | Shingen Yunoki                               |
| Lituanie           | 24 octobre 2021                              | Venantas Lašinis                             | N/A                                          | Gabrielius Kundrotas                         |
| Luxembourg         | 8 janvier 2022                               | Scott Thiltges                               | Loïc Bettendorff                             | Mathieu Kockelmann                           |
| Norvège            | 20 novembre 2021                             | Tobias Halland Johannessen                   | N/A                                          | Kevin Andre Sandli Messel                    |
| Nouvelle-Zélande   | 15 août 2021                                 | Josh Burnett                                 | N/A                                          | Coen Nicol                                   |
| Pays-Bas           | 9 janvier 2022                               | Lars van der Haar                            | Mees Hendrikx                                | David Haverdings                             |
| Pologne            | 9 janvier 2022                               | Marek Konwa                                  | Szymon Pomian                                | Lukasz Juszczak                              |
| Portugal           | 9 janvier 2022                               | Mário Miranda Costa                          | João Silva                                   | Rafael Sousa                                 |
| République tchèque | 8 janvier 2022                               | Michael Boroš                                | N/A                                          | František Hojka                              |
| Roumanie           | 14 novembre 2021                             | József Málnási                               | Eduard Kubat                                 | Alexandru Andrei Ilie                        |
| Russie             | 16 février 2022                              | Maxim Gogolev                                | N/A                                          | Aleksey Anisimov                             |
| Slovaquie          | 12 décembre 2021                             | Matej Ulík                                   | N/A                                          | Matthias Schwarzbacher                       |
| Suède              | 21 novembre 2021                             | David Eriksson                               | N/A                                          | Paul Greijus                                 |
| Suisse             | 9 janvier 2022                               | Kevin Kuhn                                   | Dario Lillo                                  | Jan Christen                                 |

## Nombres de victoires
| #  | Coureur           | Équipe                               | Vict | CDM | SP | X²O | ETH |
| -- | ----------------- | ------------------------------------ | ---- | --- | -- | --- | --- |
| 1  | Eli Iserbyt       | Pauwels Sauzen-Bingoal               | 14   | 7   | 3  | 1   | 3   |
| 2  | Wout van Aert     | Jumbo Visma                          | 9    | 2   | 2  | 3   | 1   |
| 3  | Joshua Dubau      | Team Peltrax CSD                     | 9    | 0   | 0  | 0   | 0   |
| 4  | Michael Boroš     | ČEZ Cyklo Team Tábor                 | 6    | 0   | 0  | 0   | 0   |
| -  | Felipe Orts       | Burgos-BH                            | 6    | 0   | 0  | 0   | 0   |
| 6  | Laurens Sweeck    | Pauwels Sauzen-Bingoal               | 5    | 0   | 0  | 1   | 2   |
| 7  | Vincent Baestaens | Deschacht-Group Hens-Containers Maes | 5    | 0   | 0  | 0   | 0   |
| -  | Eric Brunner      | Aevolo                               | 5    | 0   | 0  | 0   | 0   |
| -  | Marek Konwa       | UKS Krupiński Suszec                 | 5    | 0   | 0  | 0   | 0   |
| 10 | Tom Pidcock       | Ineos Grenadiers                     | 4    | 2   | 0  | 0   | 0   |

### Compétitions
- Coupe du monde de cyclo-cross 2021-2022
- Superprestige 2021-2022
- X²O Badkamers Trofee 2021-2022
- Coupe de France de cyclo-cross 2021
- Toi Toi Cup 2021-2022
- Coupe d'Espagne de cyclo-cross 2021
- Ethias Cross
- National Trophy Series 2021-2022
- USCX Cyclocross Series 2021
- Championnats du monde de cyclo-cross 2022